# Tsewang Rabtan
Pour les articles homonymes, voir Cewang.
Tseveen Ravdan (mongol : ᠴᠡᠸᠡᠩᠷᠠᠪᠳᠠᠨ, cyrillique : Цэвээнравдан, MNS : Tseveen Ravdan), également connu par les Tibétains sous le nom de Tsewang Rabtan tibétain : ཚེ་དབང་རབ་བརྟན།, pinyin tibétain : Cêwang Rabdän, THL : Tsewang Rapten ou encore Cewang Rabdan ; translittération en chinois simplifié : 策妄阿拉布坦 ; pinyin : cèwàng ālābùtǎn), né en 1643 et décédé en 1727, est un prince mongol du groupe choros-oïrat (dzoungars) et Khong Tayiji du Khanat dzoungar de 1697 à 1727. Il provoque la guerre Dzoungar-Qing (1687 – 1757), qui se terminera en 1759 par l'arrêt de son petit-fils, Dawachi, par le massacre des Dzoungars et la conquête du territoire par la dynastie Qing, aidée par les Mongols khalkhas.

## Biographie
Tsewang Rabtan est le fils de Sengge, ancien Khong taiyiji qui fut assassiné par le demi-frère de celui-ci, Galdan Boshugtu Khan[Information douteuse]. Il était marié à la sœur de Lhazang Khan, prince Qoshot et roi du Tibet.
Lorsque Galdan Boshugtu Khan assassine son frère en 1688, un lama le prévient qu'il risque en tant que plus ancien fils de Sengge, de connaître le même sort. Il s'enfuit alors avec sept personnes au lac Zaisan (situé dans l'actuel Kazakhstan).
Pendant que Galdan est occupé à lancer des raids contre les Khalkas (Mongols orientaux), il réunit de nombreux Dzoungars sous sa bannière. Au moment de son retour en 1689, Galdan essaie d'écraser la montée de celui-ci, mais dans la victoire qui suit, Rabtan sort victorieux.
Rabtan, entre en contact avec l'empereur mandchou Shunzhi et lui dévoile les plans de Galdan. Après la victoire de l'armée Qing lors de la bataille de Jao Modo (60 km à l'ouest de l'actuelle Oulan-Bator), Rabtan bloque Galdan à Khobdo en 1696.
Il monte sur le trône en remplacement de Galdan Boshugtu Khan à sa mort, en 1697. Il étend alors son territoire en Sibérie, en Mongolie occidentale et à la totalité de l'Est de l'actuel Xinjiang, à l'exception de Hami.
Il a besoin de consolider la situation à Tarbagataï et sur l’Ili. Il met sa capitale à Kouldja et laisse la ville de l’Imil à son frère Tséreng Dondoub.
Il marie sa fille, Boitalak (博託洛克), à Danjung (丹衷), le fils aîné de Lhazang Khan, en 1714. Danjung meurt en 1717, probablement des mains de Tsewang Rabtan, et sa fille est remariée à un prince taisha de Khoid, elle donne naissance à Amoursana (1723 – 1757), élevé pour devenir khan de Dzoungarie.
Son frère Tsewang Dondub, accompagné de 6 000 hommes, conquiert Lhassa et tue Lhazang Khan. Lors de la bataille de la rivière Salouen en septembre 1718, il défait les Mandchous de la dynastie Qing, mais ces derniers reprennent Lhassa le 24 septembre 1720, sous le règne de Kangxi, et remettent Kelzang Gyatso, le 7e dalaï-lama, sur le trône le 16 octobre,.
Lors d'une lettre à l'empereur mandchou, il dit avoir les mêmes vision, préférer la paix au Tibet, où il est intervenu contre les activités hérétiques immorales des moines rivaux à la secte des bonnets jaunes (gélougpa) et les actions oppressives de Lazang Kan. Il a « détruit la secte rouge (Karmapa), qui a dévié de la voie » et saisit la femme et les enfants de Lazang Khan.
À partir de 1720, les relations commerciales entre le khanat dzoungar et l'Empire russe deviennent florissantes, pendant 30 ans.
Tsewang Rabtan meurt en 1727. On dit qu'il a été assassiné par des lamas, qui lui en voulaient pour ses dévastations qu'il avait opérées au Tibet en 1717-1720, durant son règne.
Son fils aîné, Galdan Tseren, lui succède.